# Jacques Tati
Pour les articles homonymes, voir Tati.
Jacques Tatischeff, dit Jacques Tati, est un réalisateur, acteur et scénariste français, né le 9 octobre 1907 au Pecq (Yvelines), près du square qui porte aujourd'hui son nom, et mort le 4 novembre 1982 dans le 10e arrondissement de Paris.

## Biographie

### Origines familiales
Jacques Tatischeff, né le 9 octobre 1907 au Pecq (Yvelines), est d'origine russe, française, néerlandaise et italienne. Il est le deuxième enfant d'Emmanuel Tatischeff et de Marcelle Claire van Hoof.
Son père, Emmanuel Tatischeff, né en 1875 à Paris, décédé en 1957, est le fils naturel de Dimitri Tatischeff, né vers 1826 à Moscou, membre de la noble famille Tatischeff (en) et général de l'armée impériale russe, attaché militaire à l'ambassade de Russie à Paris où il meurt en 1878 peu après la naissance de l'enfant, et d'une Française, Rose Anathalie Alinquant, née en 1837 à Compiègne et décédée en 1903 à Saint-Germain-en-Laye. Enfant, Emmanuel connaît une période agitée : il est enlevé et emmené en Russie, sa mère ne peut le ramener en France qu'en 1883, quand il a 8 ans. Elle s'installe dans un endroit alors assez retiré, Le Pecq, jouxtant Saint-Germain-en-Laye.
La mère de Jacques Tati, née Marcelle Claire van Hoof, en 1883 à Saint-Germain-en-Laye et décédée en 1968, est d'origine néerlandaise par son père et d'origine italienne par sa mère. En 1903, Marcelle Claire van Hoof épouse Emmanuel Tatischeff. Ils auront deux enfants, Nathalie (née en 1905) et Jacques.
François Hubert Théodore van Hoof, né en 1845 à Maastricht, le père de Marcelle Claire, est doreur et encadreur. Il est célèbre dans sa famille pour avoir refusé trois toiles que Van Gogh lui avait proposées pour payer ses cadres ; il fait entrer Emmanuel dans son entreprise. La famille Tatischeff bénéficie d'un niveau de vie assez élevé. Par la suite, Emmanuel deviendra le directeur de l'entreprise Van Hoof.

### Enfance et jeunesse
Jacques Tatischeff paraît avoir été un écolier médiocre ; en revanche, il est assez sportif et pratique le tennis et, plus encore, l'équitation. 
Il abandonne ses études à seize ans (1923) et entre comme apprenti dans l'entreprise familiale, où il est formé par son grand-père. En 1927-1928, il effectue son service militaire à Saint-Germain-en-Laye, dans la cavalerie (16e régiment de dragons). Il effectue ensuite à Londres un stage au cours duquel il s'initie au rugby. À son retour, il découvre ses talents comiques dans le cadre de l'équipe de rugby du Racing Club de France, dont le capitaine est Alfred Sauvy, et l'un des adeptes, Tristan Bernard.
Il abandonne le métier d'encadreur en 1931, au moment où la crise économique mondiale atteint la France, et notamment le monde du spectacle. Il connaît alors une période très difficile, au cours de laquelle il élabore, malgré tout, le numéro qui deviendra Impressions sportives. Il participe au spectacle (amateur) organisé chaque année, de 1931 à 1934, par Alfred Sauvy.

### Les débuts dans le monde du spectacle
Il est probable qu'il ait eu des engagements rémunérés au music-hall, mais ils ne sont attestés qu'à partir de 1935, année où il joue pour le gala organisé par le quotidien Le Journal en l'honneur du record de la traversée de l'Atlantique par le Normandie. Parmi les spectateurs se trouve Colette, qui fera par la suite un commentaire très élogieux du numéro de Tati.

« Désormais je crois que nulle fête, nul spectacle d'art et d'acrobatie, ne pourront se passer de cet étonnant artiste qui a inventé quelque chose... Quelque chose qui participe du sport, de la danse, de la satire et du tableau vivant... En Jacques Tati cheval et chevalier, tout Paris verra, vivante, sa créature fabuleuse : le centaure »

— Colette, Spectacle de Paris, Le Journal, 28 juin 1936
Jacques est ensuite engagé dans la revue du Théâtre-Michel, puis, en 1936, après un séjour à Londres, dans la revue dirigée par Marie Dubas à l'ABC. À partir de là, il travaille sans interruption jusqu'à la guerre.
Durant les années 1930, il commence aussi à jouer comme acteur de cinéma : Oscar, champion de tennis de Jack Forrester en 1932 (film perdu, très mal documenté) ; On demande une brute de Charles Barrois en 1934, aux côtés d'Enrico Sprocani ; Gai Dimanche, coréalisé avec Jacques Berr en 1935 ; et Soigne ton gauche de René Clément en 1936, aux côtés de Max Martel.

### La Seconde Guerre mondiale
Il est mobilisé dès septembre 1939 au 16e régiment de dragons, puis versé dans une nouvelle unité avec laquelle il participe en mai 1940 à la bataille sur la Meuse. Il se replie avec son unité jusqu'en Dordogne, où il est démobilisé.
Entre 1940 et 1942, il présente ses Impressions sportives au Lido de Paris. Il y rencontre la danseuse Herta Schiel, qui avait fui l'Autriche avec sa sœur Molly au moment de l'Anschluss. À l'été 1942, Herta accouche d'une fille, Helga Marie-Jeanne Schiel. 
Se soumettant aux pressions de sa sœur Nathalie, Jacques Tati refuse de reconnaître l'enfant, quitte la mère et est renvoyé du cabaret. Herta Schiel et sa fille, Helga Marie-Jeanne Schiel, émigrent alors en Angleterre, où Helga Marie-Jeanne épousera dans les années 1960 un M. McDonald,. Leur fils, Richard Tatischeff Schiel McDonald, écrit une longue lettre au critique Roger Ebert en 2010, accusant son grand-père d’avoir abandonné sa mère, Helga Marie-Jeanne, la première fille de Jacques Tati,.
Il se produit aussi à la Scala de Berlin en 1942. 
Durant l'Occupation, on retrouve Jacques Tati parmi les vedettes régulièrement invitées à l'antenne de la chaîne de télévision allemande Fernsehsender Paris.
Puis il quitte Paris et passe quelques mois de 1943 à Sainte-Sévère avec un ami, le scénariste Henri Marquet ; ils y écrivent le scénario et le script de L'École des facteurs.
Il se marie le 25 mars 1944 avec Micheline Winter. Il recommence à travailler comme acteur de cinéma à la fin de la guerre. Envisagé comme substitut éventuel de Jean-Louis Barrault pour Les Enfants du paradis, il joue le rôle du fantôme dans Sylvie et le Fantôme de Claude Autant-Lara et figure aussi dans Le Diable au corps du même auteur. C'est à cette époque qu'il fait la connaissance de Fred Orain, directeur des studios de Saint-Maurice et de ceux de la Victorine à Nice.

### Jacques Tati cinéaste

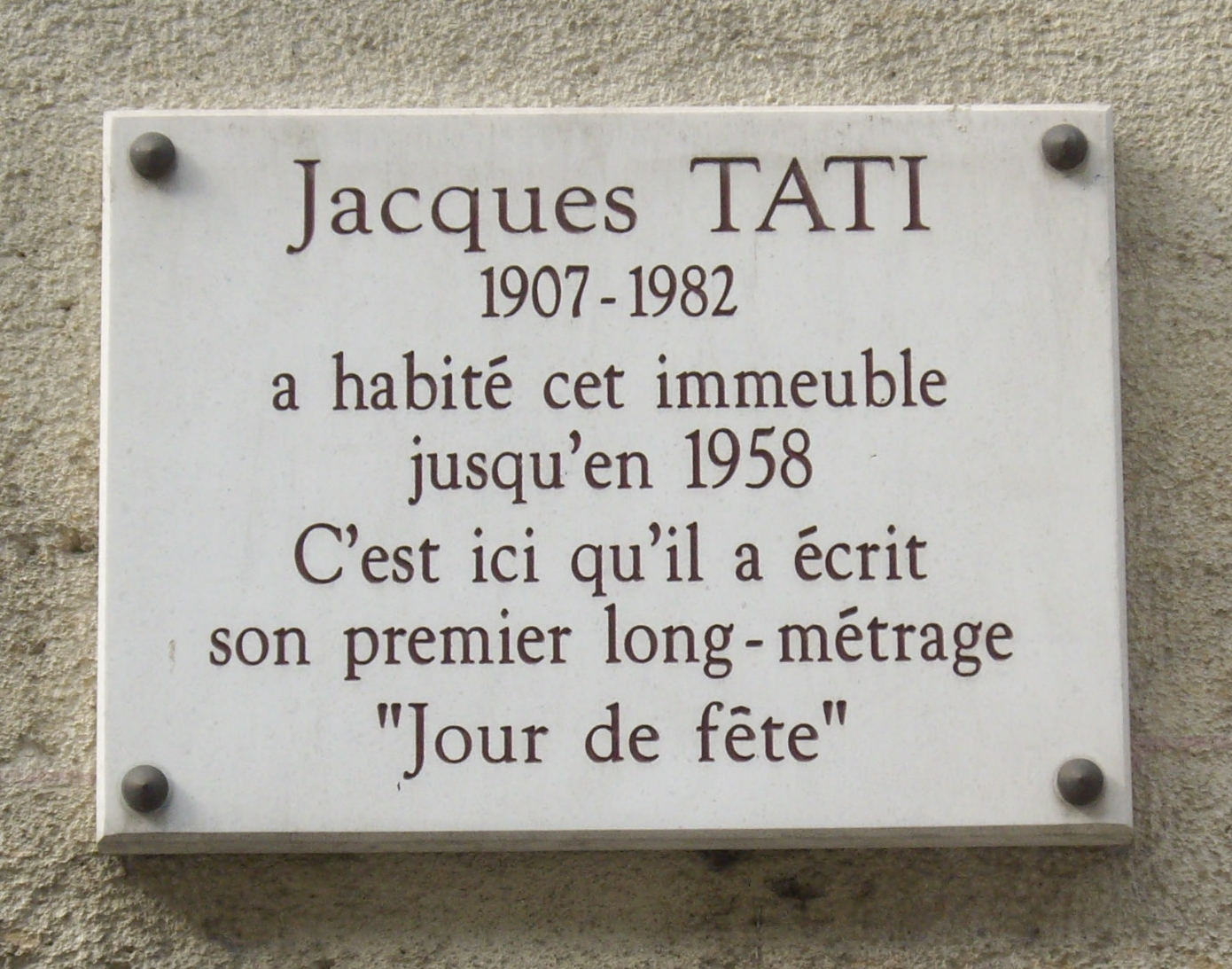
Plaque commémorative au no 30 de la rue de Penthièvre, dans le 8e arrondissement de Paris, où Jacques Tati écrivit le scénario de Jour de fête.

Au début de 1946, Orain et Tati fondent une maison de production, Cady-Films, qui est à l'origine des trois premiers films de Tati.
En 1946, année de la naissance de Sophie-Catherine Tatischeff, il réalise un court métrage qu'il intitule L'École des facteurs. Le réalisateur pressenti était René Clément, mais celui-ci étant alors occupé par La Bataille du rail, c'est Jacques Tati qui va assumer la fonction. L’École des facteurs fut un succès et fut récompensé par le prix Max Linder du court métrage comique en 1949.

#### Jour de fête

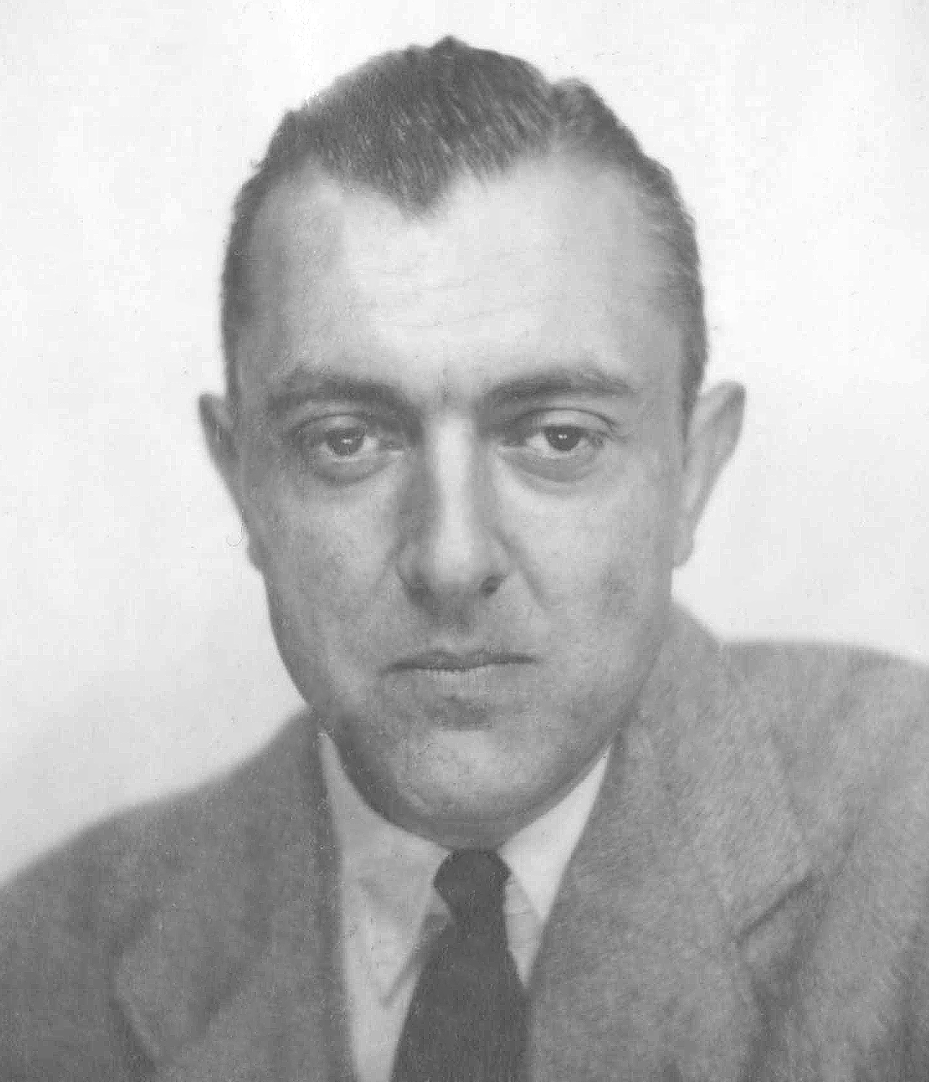
Jacques Tati en 1949. Photo d'identité Sacem.

Son premier long métrage, Jour de fête, dans lequel son épouse joue un rôle, est tourné en 1947, achevé en 1948, mais ne sort en France que le 4 juillet 1949, en raison des réserves des distributeurs français. 
Le film, bien accueilli à Londres dès mars 1949, connaît finalement un grand succès public en France, même si les critiques sont généralement peu enthousiastes. Il reçoit même le Grand prix du cinéma français en 1950. Ce devait être l'un des premiers longs-métrages français en couleur, mais l'aspect expérimental du nouveau système couleur Thomsoncolor et le coût élevé d'un tirage couleur firent qu’il dut sortir en noir et blanc. Ce n'est qu'en 1995 qu'une copie couleur put être réalisée et présentée au public.
Le film fut tourné notamment sur le territoire de la commune de Sainte-Sévère dans l'Indre, avec seulement cinq comédiens professionnels. Les autres acteurs étaient des habitants du village, où l'on peut voir aujourd'hui un site dédié au film.
L'année 1949 est aussi celle de la naissance de Pierre-François Tatischeff, alias Pierre Tati.

#### Les Vacances de monsieur Hulot

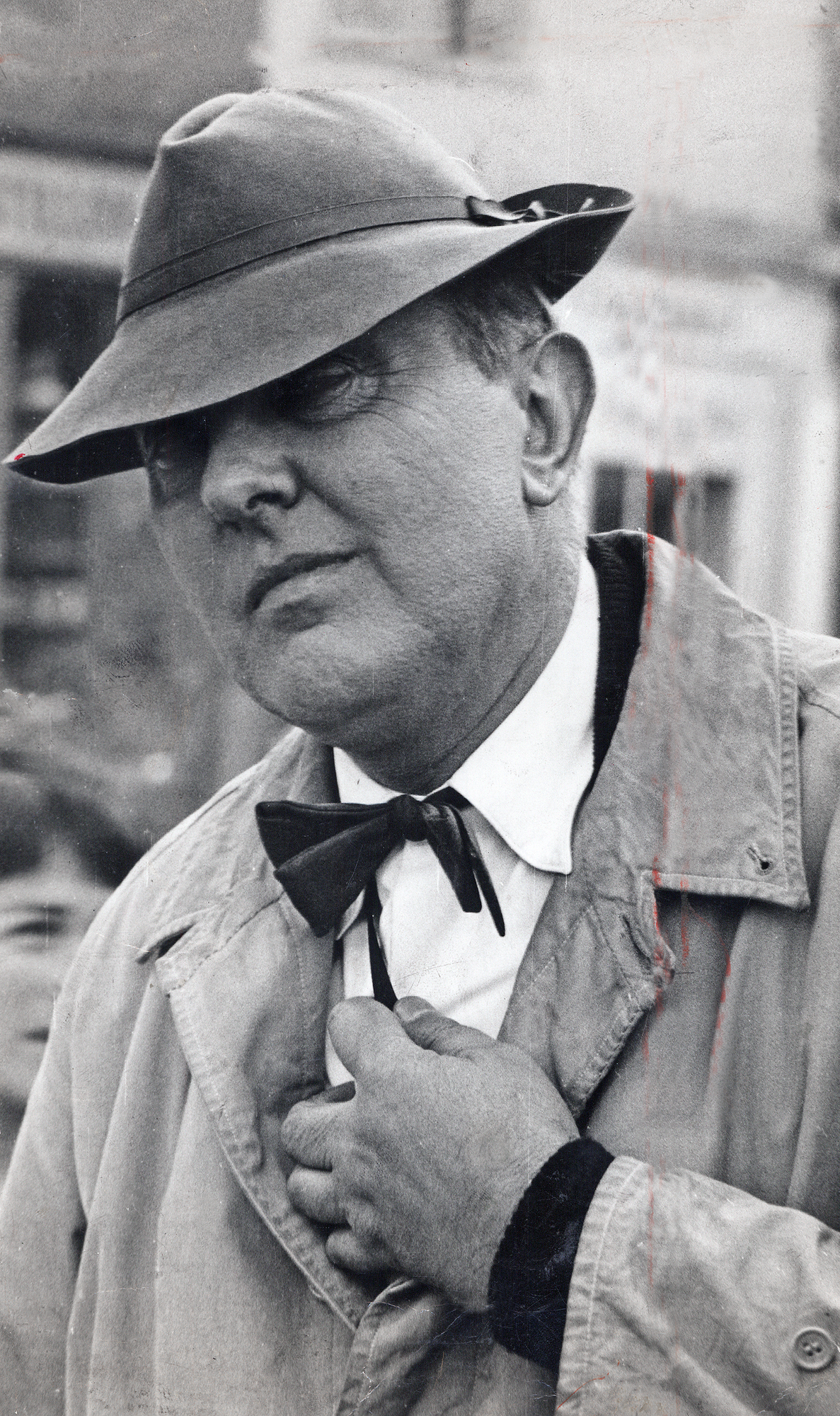
Monsieur Hulot.

Avant la guerre, lors d'une visite chez des amis de Saint-Nazaire, M. et Mme Lemoine, installés près de la plage de Port Charlotte, Tati est séduit par la plage voisine de Saint-Marc-sur-Mer (Loire-Atlantique). Il décide d'y revenir un jour pour tourner un film, Les Vacances de monsieur Hulot, pour lequel Jacques Lagrange, alors décorateur, devient son collaborateur et le restera jusqu'à la fin de la vie de Tati. Le personnage de monsieur Hulot lui a été inspiré par un véritable monsieur Hulot, l'architecte de l'immeuble dans lequel habitait Tati, qui n'était autre que le grand-père de Nicolas Hulot.
Les Vacances de monsieur Hulot sort en 1953. Ce nouveau personnage est très remarqué par la critique, mais aussi par le public du monde entier, et le film, qui va recevoir plusieurs récompenses, dont le prix Louis-Delluc, reste l'un des films français les plus appréciés de cette période.
Des problèmes divers vont retarder la sortie du film suivant, auquel Tati pense dès 1954. En 1955, il subit un assez grave accident de voiture, dont il gardera une infirmité de la main gauche et un certain affaiblissement physique. Si le succès des Vacances de monsieur Hulot lui apporte des revenus importants, Jacques Tati s'estime cependant lésé par Fred Orain ; ce différend provoque la rupture de leur association et la création par Tati de sa propre maison de production, Specta Films en 1956. Pierre Étaix entre au service de Tati en 1956.

#### Mon oncle
Mon oncle, son premier film projeté en couleur, sort en 1958, parallèlement à une version anglaise, My Uncle, légèrement différente par la durée et le scénario.
Ce film est le prolongement du film Les Vacances de monsieur Hulot.

« Je crois que je vais maintenant expliquer davantage aux spectateurs ce qu'est Hulot. Je vais leur faire voir où il habite, où il travaille, et les contacts qu'il a avec la famille, avec le monde qui l'entoure. »

— Jacques Tati, Entretien télévisé avec François Chalais, Archives INA, 3 mars 1956
Le film reçoit des distinctions importantes en France et à l'étranger, notamment le Prix Spécial du jury à Cannes en 1958 et l'Oscar du meilleur film en langue étrangère en 1959. Grâce à ces récompenses, la famille Tati s'installe à Saint-Germain-en-Laye.

Villa Arpel au Cent Quatre.
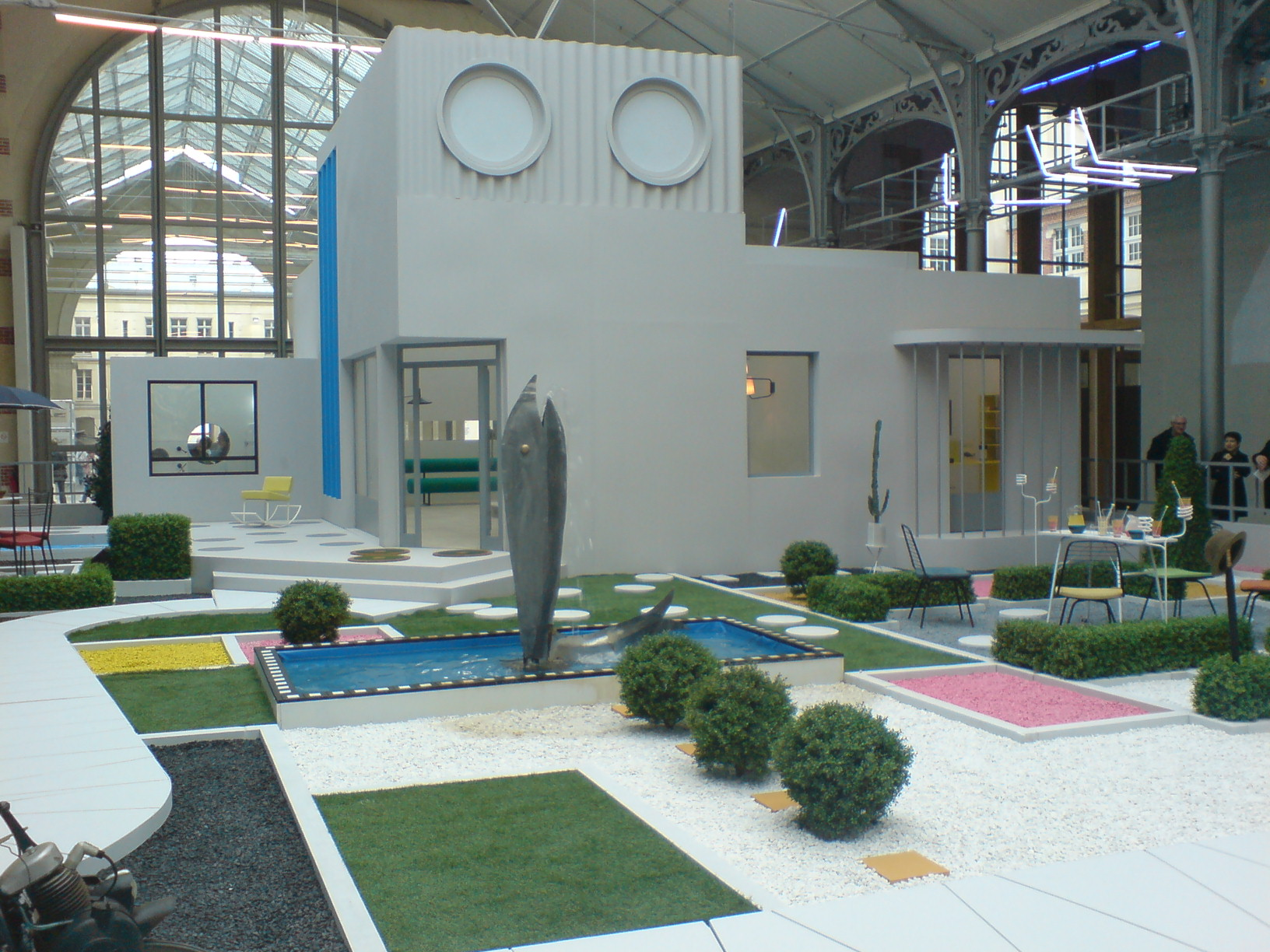
Villa Arpel.

### Aparté dans le Music-hall
En 1961, Jacques Tati revient brièvement au music-hall, lorsque Bruno Coquatrix lui propose de remplacer Édith Piaf qui a annulé son spectacle pour des raisons de santé. Il présente alors "Jour de fête à l'Olympia", un spectacle alliant des numéros de variétés, du cinéma et du théâtre.
Trois années plus tard, en 1964, Tati réitérera différemment l’expérience. Il louera le cinéma parisien Lux, rue de Rennes, pour y projeter Jour de fête et recréer au sein du cinéma des attractions, une fanfare et des lâchers de ballons.

### Playtimeet la faillite de Specta Films

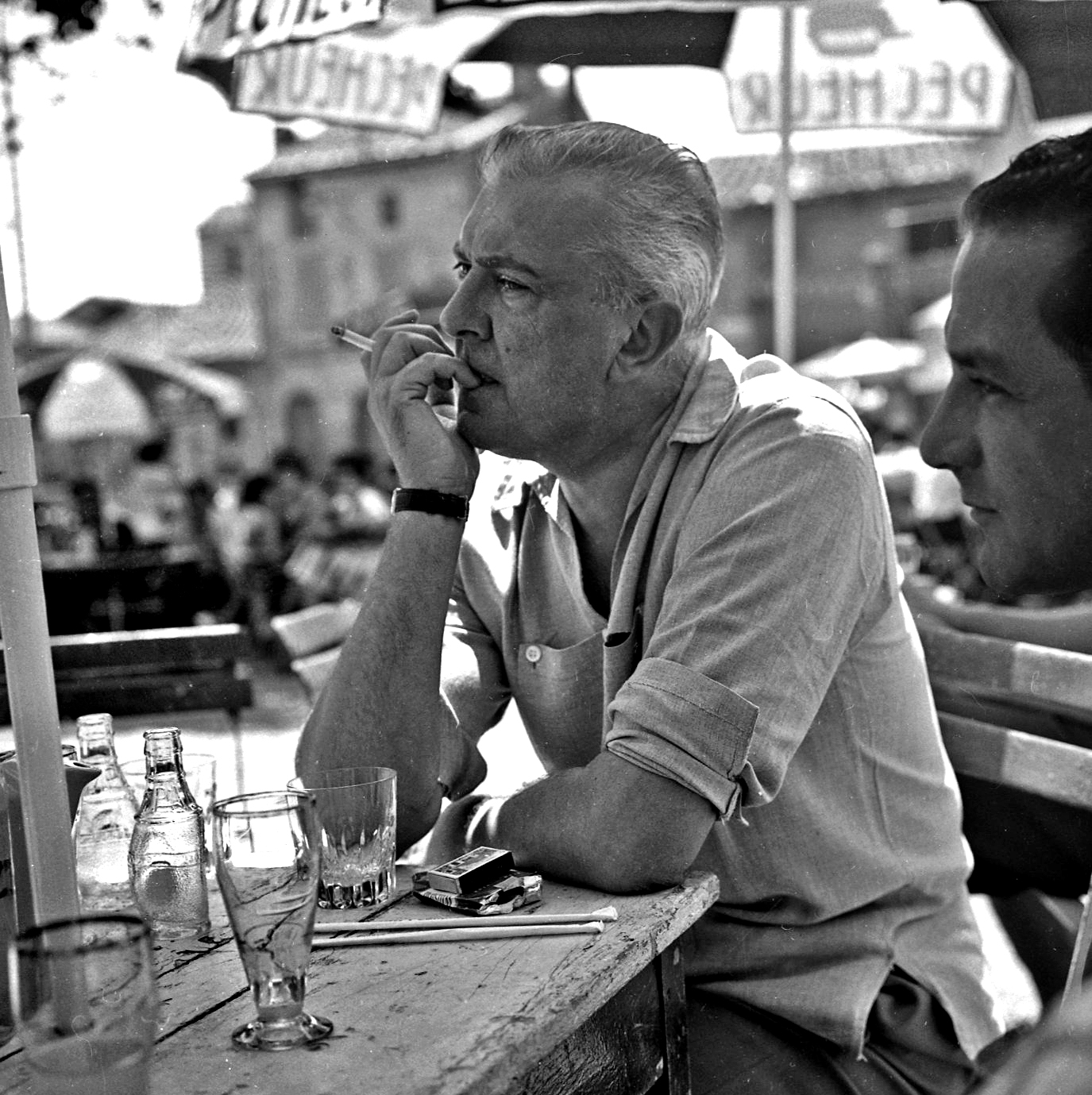
Jacques Tati en 1961.

De 1964 à 1967, très occupé par le projet de Playtime, Tati co-réalise également un court métrage, Cours du soir, dans lequel il tient le rôle du professeur.
En 1967, de graves problèmes financiers liés au tournage de Playtime l'obligent à hypothéquer sa demeure de Saint-Germain-en-Laye ; ses films antérieurs sont placés sous séquestre par décision de justice. Sorti à la fin de 1967, le film est assez bien accueilli en Grande-Bretagne, en Suède et en Amérique du Sud.
En revanche, c'est un demi-échec en France, et il n'est pas diffusé aux États-Unis, contrairement à ce que Tati espérait. Playtime a exigé des investissements énormes (la construction du décor de Tativille) et s'est avéré plus coûteux que prévu. Au total, Tati se trouve en 1968 dans une situation financière catastrophique. La maison de Saint-Germain est vendue après la mort de sa mère Claire Van Hoof ; Tati s'installe à Paris avec sa femme Micheline. Specta Films est placée sous administration judiciaire. La conclusion sera, en 1974, la liquidation de la société, avec une vente aux enchères de tous les droits et films pour seulement un peu plus de 120 000 francs.

### Les années 1970
Jacques Tati crée dès 1969 une nouvelle société de production, la CEPEC, mais il est amené à réduire ses ambitions : Trafic, quoique projeté en salle en 1971, est au départ conçu pour être un téléfilm. Le réalisateur ne peut monter son dernier long métrage, Parade, qu'avec l'aide de la télévision suédoise en 1973.
En 1977, il reçoit un César du cinéma pour l'ensemble de son œuvre.
C'est aussi en 1977 qu'il touche à nouveau des revenus de ses films lorsque des actionnaires créent l'entreprise Panoramic Films et qu'un promoteur immobilier parisien, Nino Molossena del Monaco, rachète les droits et les copies des films qui redeviennent alors disponibles à distribution.
En mai 1982, un hommage lui est rendu en compagnie de neuf réalisateurs internationaux lors de la cérémonie d'ouverture du Festival de Cannes 1982.
Affaibli par de graves problèmes de santé, il meurt le 4 novembre 1982 d'une embolie pulmonaire. Dans Paris Match Philippe Labro rapportait la mort de Jacques Tati sous le titre « Adieu Monsieur Hulot. On le pleure mort, il aurait fallu l'aider vivant ! ». Il est inhumé dans le caveau familial au cimetière ancien de Saint-Germain-en-Laye, dans les Yvelines.

### Son dernier projet
Jacques Tati laisse derrière lui un ultime scénario intitulé Confusion, qu'il avait achevé avec Jacques Lagrange et plusieurs fois reporté. Au début du film, monsieur Hulot devait être accidentellement tué en pénétrant dans un studio, en plein milieu d'un tournage d'une scène avec des tirs. L'une des balles devait être réelle et toucher mortellement Hulot. Ron Mael et Russell Mael, du groupe Sparks, auraient dû jouer un rôle dans ce film.

### Postérité de l'œuvre de Jacques Tati
La complicité entre le cinéaste et les habitants du village de Sainte-Sévère-sur-Indre s'est nouée pendant la guerre. Le jeune Jacques Tatischeff, qui débute alors au cinéma, s'est réfugié dans la ferme d'un hameau voisin, en zone libre. Au fil de sa vie, il ne cesse de montrer sa gratitude aux habitants pour l'accueil reçu, revenant chaque année en famille dans ce décor champêtre qui a largement contribué au succès de Jour de Fête.
En 2000, Sophie Tatischeff présente sous le titre Forza Bastia 78, un documentaire inachevé de Tati sur la finale de la Coupe d'Europe de football.
En 2001, sa fille Sophie Tatischeff, Jérôme Deschamps, petit-cousin de Micheline Winter, et donc petit-cousin par alliance de Tati,,, et Macha Makeïeff créent la société Les Films de Mon Oncle pour racheter les droits du catalogue Tati. Réunissant les ayants droit de l'œuvre du réalisateur, cette société de production sort des copies restaurées de ses films.
En 2009, la Maison Tati est inaugurée dans un entrepôt de Sainte-Sévère-sur-Indre et un Festival du court métrage d'humour s'efforce de promouvoir les jeunes auteurs.

#### L'Illusionniste

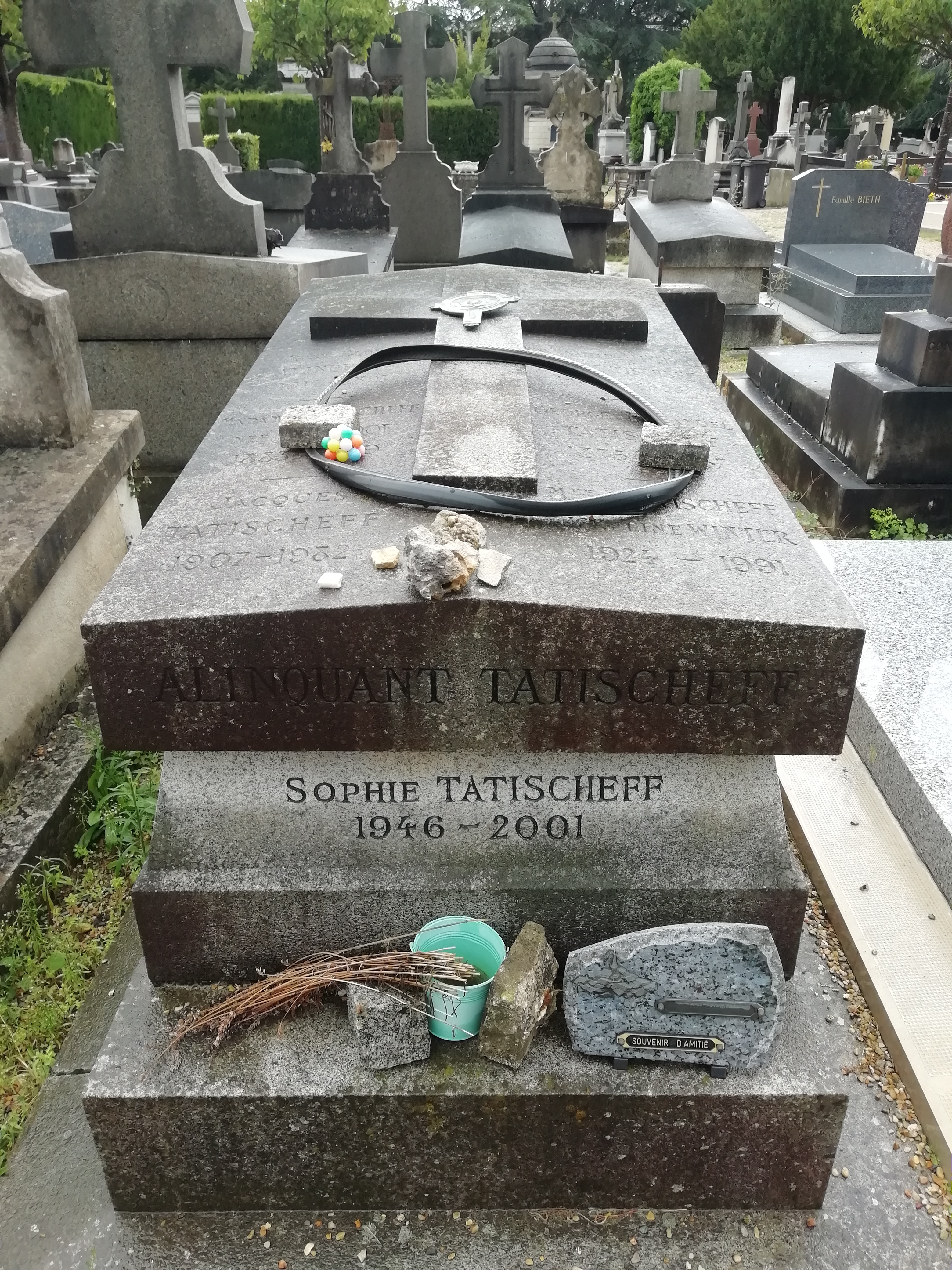
Tombe de Jacques Tati au cimetière ancien de Saint-Germain-en-Laye.

En 2010 le réalisateur français Sylvain Chomet sort L'Illusionniste, film d'animation sur un scénario inédit que Jacques Tati avait écrit avec Henri Marquet, entre 1955 et 1959, scénario fondé sur une lettre intime à sa fille Helga Marie-Jeanne Schiel.

## L'art de Jacques Tati

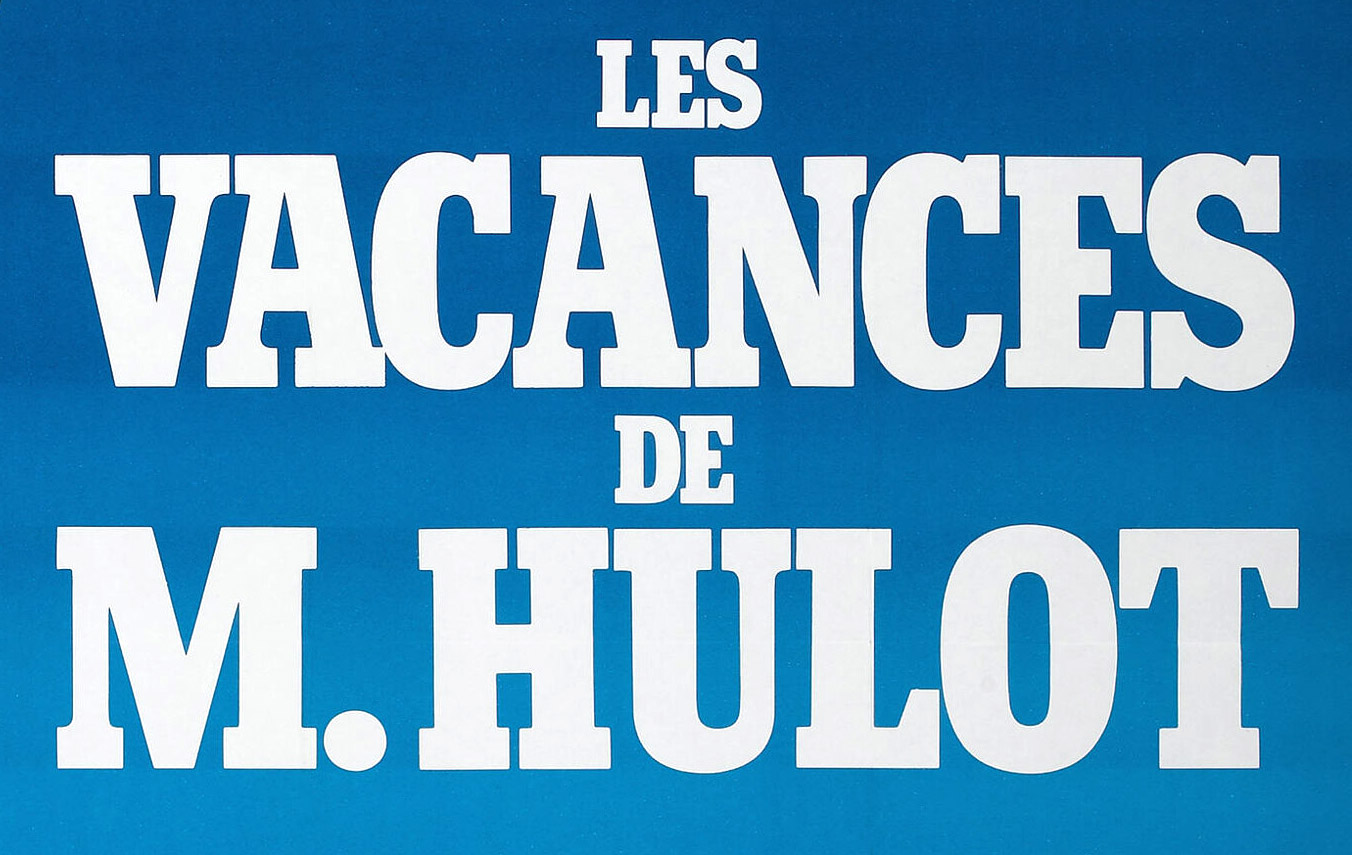
Logo officiel du film "Les Vacances de Monsieur Hulot" (1953).

Malgré l'apparente absence de dialogue dans ses films, Jacques Tati porte un soin méticuleux aux bandes-son. Il existe ainsi des versions anglaises de plusieurs de ses films, dont Les Vacances de monsieur Hulot, et Mon oncle, dont la version anglaise My Uncle est sortie en France en 2005.

### Le burlesque
Tati incarne le renouveau du burlesque français. Le personnage de monsieur Hulot avec sa silhouette élancée et sa pipe fait corps avec Tati qui cite lui-même Charlie Chaplin ou Buster Keaton à titre de comparaison. Cependant Tati renonce au privilège de « comique professionnel » ou d'expert du mime, pour mettre en avant la foule de figurants de ses films. Il n'hésite pas à faire appel à des amis du music-hall, les techniciens acceptent de jouer les figurants au milieu des gens du village, eux-mêmes ayant accepté de rester endimanchés tous les jours pour les besoins du scénario de Jour de fête. Sans hiérarchie ni préjugés, les films de Tati reconnaissent à tous les personnages qui apparaissent à l’écran le droit de faire rire.

### Le personnage
On a souvent parlé de l’inadaptation du personnage incarné par Tati à la société dans laquelle il vit. Cette inadaptation correspond moins à une volonté de se distinguer qu'au désir d'amener le spectateur à réfléchir sur mille aspects du quotidien. Jean-Louis Schefer précise : « Le gag de Tati n’est jamais venu de l’idée de savoir comment faire du cinéma drôle, mais comment vivre ensemble. » Dans l’univers aseptisé et déshumanisant de Mon oncle (1958) où rien n’est laissé au hasard, Monsieur Hulot est l’incident, l’intrusion qui provoque la vie, la gaffe essentielle, l’acte manqué fertile, l’inutile indispensable, la poésie. 
Plutôt qu'en rétrograde, Tati parodie la société contemporaine en sociologue souriant : s'il se moque beaucoup du monde moderne, en particulier de la technique, le regard qu'il porte sur l'humanité est toujours bienveillant, il n'y a jamais de personnage réellement méchant, mauvais ou violent dans ses films et les personnages les plus caricaturaux gardent des traits attachants ou les retrouvent au détour d'une péripétie.

### Son
Tati traite les voix au plus proche de la perception quotidienne, c’est-à-dire entourées, parasitées, ou recouvertes. Le facteur François ou monsieur Hulot sont presque muets en parole, mais extrêmement bavards en gestes. Dans Les Vacances de monsieur Hulot (1952), il suffit qu’un haut-parleur crache les indications inarticulées pour que la foule se précipite sur le quai. Dans Mon oncle, inutile de comprendre ce que vocifère le patron dans l’interphone, il suffit qu’il vocifère pour être un patron. Tous ces bruits participent et contribuent à forger l’imaginaire social de l’époque. Entièrement réalisée en postsynchronisation, composée avec un soin et une minutie extrêmes, la bande-son parvient par la précision de chaque élément, à donner l’impression de magma dans lequel les personnages s'agitent et se débattent ; le fait est que l'on reconnaît immédiatement un film de Tati en écoutant la bande-son, sans les images.
Pour Michel Chion, Tati est « de ces gens qui ne cessent jamais de s’étonner et de rire du caractère arbitraire et sans discussion de la liaison entre les choses à voir et les choses à entendre. » Mon oncle propose une véritable réflexion par le son, sur l’utilité et la destination des choses. François Truffaut s'exaspère cependant : « Son parti pris esthétique, sa logique démentielle, le conduisent à une vision du monde déformée, quasiment obsessionnelle. Plus il cherche la vie, plus il s’en éloigne, car la vie n’est pas logique (dans la vie, on s’habitue au bruit jusqu’à ne plus l’entendre) et finalement, il crée un univers délirant, cauchemardesque et concentrationnaire, qui paralyse le rire plus facilement qu’il ne l’engendre. »[réf. nécessaire]. Ce qui n'empêche pas Truffaut d'apprécier Tati, en effet dans son film Domicile conjugal, le personnage de M. Hulot apparaît le temps d'un court gag sur le quai du métro parisien.

## Filmographie

### Réalisateur

#### Longs métrages
- 1949 : Jour de fête
- 1953 : Les Vacances de monsieur Hulot
- 1958 : Mon oncle
- 1967 : Playtime
- 1971 : Trafic
- 1974 : Parade

#### Courts métrages
- 1935 : Gai Dimanche, coréalisé avec Jacques Berr
- 1938 : Retour à la terre (noir & blanc, son mono, 14 min[48] (film perdu).
- 1947 : L'École des facteurs
- 1978 : Forza Bastia, coréalisé avec Sophie Tatischeff

### Acteur
- 1932 : Oscar, champion de tennis de Jack Forrester (court métrage + scénariste ; film perdu)
- 1934 : On demande une brute de Charles Barrois (court métrage + scénariste)
- 1935 : Gai Dimanche coréalisé avec Jacques Berr (court métrage + scénariste)
- 1936 : Soigne ton gauche de René Clément (court métrage + scénariste)
- 1945 : Sylvie et le Fantôme de Claude Autant-Lara
- 1947 : Le Diable au corps de Claude Autant-Lara
- 1947 : L'École des facteurs de lui-même (court métrage)
- 1949 : Jour de fête de lui-même
- 1953 : Les Vacances de monsieur Hulot de lui-même
- 1958 : Mon oncle de lui-même
- 1967 : Cours du soir de Nicolas Ribowski (court métrage + scénariste)
- 1967 : Playtime de lui-même
- 1971 : Trafic de lui-même
- 1972 : Obraz uz obraz (série de la Télévision yougoslave, Belgrade)
- 1974 : Parade de lui-même
- 1978 : Forza Bastia, coréalisé avec Sophie Tatischeff

### Scénariste
- 1934 : On demande une brute
- 1936 : Soigne ton gauche
- 1967 : Cours du soir

## Hommages

### Hommages permanents
- L'Idéal Cinéma-Jacques Tati à Aniche construit en 1995 compose en partie le Centre Culturel Claude Berri inauguré le 3 juin 1995. Il y a également un cinéma Jacques-Tati à Orsay et à Tremblay-en-France.
- Saint-Germain-en-Laye, Saint-Nazaire, Tremblay-en-France possèdent une salle de cinéma Jacques Tati.
- L'astéroïde Tati découvert le 22 octobre 1998 a été nommé à sa mémoire.
- Saint-Marc-sur-Mer : lieu de tournage des Vacances de monsieur Hulot, la plage de Saint-Marc est désormais appelée « plage de Monsieur Hulot » ; depuis 1999, elle est surplombée par une statue représentant Monsieur Hulot, réalisée par le sculpteur Emmanuel Debarre.
- Saint-Maur-des-Fossés : Mon oncle, sculpture de Mélanie Quentin installée en 2000.
- La promotion 2003 des conservateurs du patrimoine de l'Institut national du patrimoine porte son nom.
- Sainte-Sévère-sur-Indre : lieu de tournage de Jour de fête, sculpture de Jacques Tati en facteur de Jour de Fête ; « Maison de Jour de fête », projection d'un spectacle en scénovision autour de Jour de fête depuis le 4 avril 2009.
- Il existe un centre de loisirs Jacques Tati à Bezons.

### Expositions
- 2000 : Christophe Mallemouche, rend hommage, avec le soutien de Madame Sophie Tatischeff, à Jacques Tati, au Festival international des jardins de Chaumont-sur-Loire, avec "La scène du poisson" dans "Mon oncle", le film qui lui a donné envie d'être jardinier.
- 2002 : La ville en Tatirama : les Trente Glorieuse à travers l'objectif de Jacques Tati, à la Cité de l'Architecture et du Patrimoine, Institut français d'Architecture, rue de Tournon, Paris 6e.
- 2009 : Jacques Tati, deux temps, trois mouvements, exposition à la Cinémathèque française, commissaires Macha Makeieff et Stéphane Goudet, du 8 avril au 2 août[49],[50]. Cette exposition a provoqué un mini-scandale après que Métrobus, la régie de publicité de la RATP, a décidé de censurer (au nom du respect de la loi Évin) la pipe de Monsieur Hulot sur les affiches qui lui étaient consacrées, en la remplaçant par un moulin à vent[51].
- 2009 : exposition La Villa Arpel, au Cent Quatre, rue d'Aubervilliers, Paris[49],[52].

## Documentaires
- 2002 : Jacques Tati, le rire démocratique de Pierre Philippe.
- 2021 : Jacques Tati, tombé de la lune de Jean-Baptiste Péretié.

### Documentaires
- Pierre Philippe, Jacques Tati, le Rire démocratique, France, 2002 (52 min) coproduction : ARTE France, On Line Production, Les Films de Mon Oncle.
- Emmanuel Leconte et Simon Wallon, Tati express, France, 2014 coproduction ARTE France.
- Jean-Pierre Pagliano, "Images de Jacques Tati", France Culture (Mardis du cinéma), 10 mars 1987. Avec la participation de Sophie Tatischeff, Alfred Sauvy, Pierre Etaix, Jacques Lagrange, Jacques Maumont. Voix de Jacques Tati et extraits de ses films.